# Rinnthal
Rinnthal település Németországban, Rajna-vidék-Pfalz tartományban. Lakosainak száma 694 fő (2023. december 31.).

## Népesség
A település népességének változása:
| Lakosok száma | 550  | 670  | 672  | 679  | 689  | 694  |
|               | 1975 | 2017 | 2019 | 2021 | 2022 | 2023 |